# Air Tawar Barat
Air Tawar Barat is een bestuurslaag in het regentschap Padang van de provincie West-Sumatra, Indonesië. Air Tawar Barat telt 16.038 inwoners (volkstelling 2010).